# Калавао (округ, Гаваї)
Шаблон:StateAbbr_ 21°11′49″ пн. ш. 156°58′02″ зх. д. / 21.196944444444° пн. ш. 156.96722222222° зх. д.
Округ Калавао (англ. Kalawao County) — округ (графство) у штаті Гаваї, США. Ідентифікатор округу 15005. Розташований на півострові Калаупапа, який є частиною о. Молокаї.

## Історія
Округ утворений 1905 року.

## Демографія
За даними перепису 
2000 року 
загальне населення округу становило 147 осіб, усе сільське.
Серед мешканців округу чоловіків було 73, а жінок — 74. В окрузі було 115 домогосподарств, 22 родин, які мешкали в 172 будинках.
Середній розмір родини становив 2,27.
Віковий розподіл населення поданий у таблиці:
| Стать    | До 15 років | 15-21 | 22-29 | 30-39 | 40-49 | 50-65 | 65-85 | Понад 85 |
| -------- | ----------- | ----- | ----- | ----- | ----- | ----- | ----- | -------- |
| Чоловіки | 0           | 1     | 2     | 9     | 14    | 24    | 23    |          |
| Жінки    | 3           | 0     | 0     | 6     | 11    | 30    | 24    |          |

## Виноски
1. ↑  U.S. Decennial Census. United States Census Bureau. Архів оригіналу за 26 квітня 2015. Процитовано 28 червня 2014.
2. ↑  Historical Census Browser. University of Virginia Library. Архів оригіналу за 12 грудня 2009. Процитовано 28 червня 2014.
3. ↑  Population of Counties by Decennial Census: 1900 to 1990. United States Census Bureau. Архів оригіналу за 6 серпня 2013. Процитовано 28 червня 2014.
4. ↑  Census 2000 PHC-T-4. Ranking Tables for Counties: 1990 and 2000 (PDF). United States Census Bureau. Архів оригіналу (PDF) за 18 грудня 2014. Процитовано 28 червня 2014.
5. ↑  State & County QuickFacts. United States Census Bureau. Архів оригіналу за 6 червня 2011. Процитовано 28 червня 2014.
6. ↑  American FactFinder. Бюро перепису населення США. Архів оригіналу за 29 липня 2011. Процитовано 31 січня 2008.

| США | Це незавершена стаття з географії США. Ви можете допомогти проєкту, виправивши або дописавши її. |